# Burnt Mounds von Moyveela
Die Burnt Mounds von Moyveela 1 + 2, im Townland Moyveela (irisch Maigh Mhaola) im County Galway in Irland wurden im Rahmen der Trassenuntersuchung im Vorfeld des Baus der N18/M18 von Gort nach Oranmore ausgegraben. Die Burnt Mounds von Moyveela befanden sich auf leicht erhöhtem Boden, am Rande eines Turloughs.

## Moyveela 1
Die Stelle bestand aus einem kleinen, spätbronzezeitlichem Hügel, der aus einer großen subrechteckigen Grube, die als Trog interpretiert wurde, und einer kleineren, etwa ovalen Grube, die möglicherweise auch ein Trog war. Der große Trog hatte interne Pfostenlöcher. Für den Standort wurde ein Radiokarbon-Datum von 731–406 v. Chr. ermittelt.

## Moyveela 2
Die Stelle bestand aus dem verbrannten Hügelmaterial mit zwei Trögen und Gruben. Die Tröge hatten interne Pfostenlöcher, die in einem Fall eine Form der Auskleidung und in dem anderen eine Form der Aufhängung nahelegten. Die Spuren des Aufhängerahmens befanden sich nordwestlich der größeren Mulde. Eine Reihe externer Gruben und Pfostenlöcher deuteten auf verwandte Strukturen. Ein Kuhhorn und ein Stück Rothirschgeweih wurden in den Verfüllungen der Gruben gefunden und auf 1010–909 v. Chr. in die Spätbronzezeit datiert.
Die Burnt Mounds (irisch Fulacht Fia) von Moyveela befinden sich am westlichen Rand des Turloughs. Eine Präferenz für Feuchtgebietsränder wurde von A. A. Gowen festgestellt. Eoin Grogan gibt an, dass im Mooghaun-Gebiet, im Südosten des County Clare der Großteil der Burnt Mounds an den Rändern von Turloughs, Mooren und Sumpfgebieten vorkommt.
Der Burnt Mound von Caherweelder 1, der im Rahmen desselben Programms (im Süden) ausgegraben wurden, befand sich auf leicht erhöhtem Boden am Rande eines Turloughs.